# Józef Morozewicz

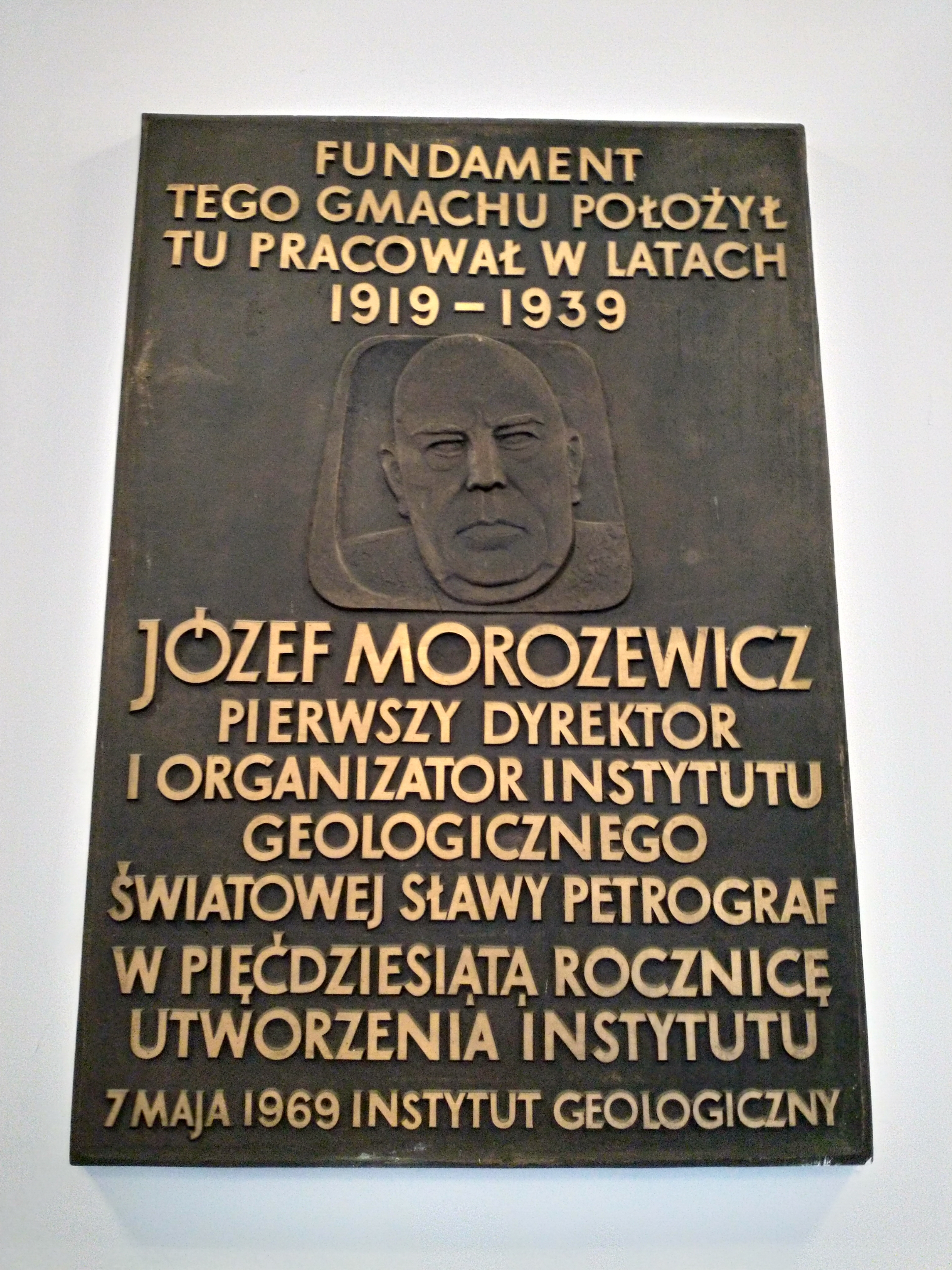
Tablica w Państwowym Instytucie Geologicznym

Józef Marian Morozewicz (ur. 27 marca 1865 w Rzędzianach, zm. 12 czerwca 1941 w Warszawie) – polski uczony, mineralog i petrograf. Organizator i 1919–1937 pierwszy dyrektor Państwowego Instytutu Geologicznego w Warszawie; od 1902 czł. AU; jeden z pierwszych na świecie prowadził prace eksperymentalne nad syntezą minerałów i skał; stwierdził, że kolejność wydzielania się minerałów ze stopów zależy od wzajemnych stosunków ilościowych składników stopu; otrzymał sztuczny bazalt i skały z nim spokrewnione.

## Życiorys
Syn Augustyna i Weroniki z Puchalskich. Ukończył w 1884 gimnazjum klasyczne w Łomży, a następnie w 1889 Wydział Matematyczno-Przyrodniczy Uniwersytetu Warszawskiego. Po uzyskaniu stopnia kandydata nauk (czyli doktoratu) prowadził badania nad tworzeniem się minerałów w sztucznych warunkach. W 1895 wziął udział w wyprawie naukowej na Nową Ziemię. W latach 1895–1904 pracował w Komitecie Geologicznym w Petersburgu. Uczestniczył w wielu wyprawach badawczych na Ural, Stepy Nogajskie i Wyspy Komandorskie.
Kustosz Gabinetu Mineralogicznego  UW. Wykładowca Uniwersytetu Latającego w Warszawie. Od 1904 był kierownikiem Zakładu Mineralogicznego Uniwersytetu Jagiellońskiego, a od 1905 profesorem zwyczajnym tej uczelni. Zasłużył się przy rozbudowie Collegium Maius. Był także jednym z założycieli AZS Kraków. W 1913 został powołany przez austriackie Ministerstwo Robót Publicznych na przewodniczącego Komitetu Organizacyjnego Akademii Górniczej w Krakowie.
Organizował Państwowy Instytut Geologiczny w Warszawie, którego dyrektorem był od 1 czerwca 1921 do 1 stycznia 1937. Należał też do założycieli Ligi Ochrony Przyrody. Był pierwszym prezesem jej zarządu (w latach 1928–1929).
Otrzymał doktoraty honoris causa Uniwersytetu Jagiellońskiego (w 1910) i Politechniki Warszawskiej (w 1931). Był honorowym członkiem Rumuńskiej Akademii Naukowej.
Ogłosił ok. 150 prac naukowych i popularnonaukowych w języku polskim, rosyjskim, niemieckim i francuskim. Poza pracami naukowymi opublikował w 1938 autobiografię Życie Polaka w zaborach i odzyskanej ojczyźnie (1865–1937).
Na cześć Józefa Morozewicza w 1975 Czesław Harańczyk nazwał nowo odkryty przez siebie minerał morozewiczytem.
Zmarł w Warszawie. Pochowany na cmentarzu Powązkowskim (kwatera 225-2-10).
Był mężem Walentyny Kruszewskiej (ur. 1870), z którą miał córkę Zofię po mężu Różycką (1898–1963).

## Publikacje (wybór)
- Über Synthese der Minerale (1892)
- Petrografia Wołynia (1893)
- Petrographisch-synthesische Mitteilungen (1893)
- Korund (1894)
- Experimentelle Untersuchungen über die Bildung der Minerale im Magma (1898)
- Opytie nad obrazowaniem minerałów w magmie (1898)
- O wywietrywanii rudonosnych porod (1902)
- O tak nazywajemoj awgitogranatowoj tieorji proischożdienja żeleznych rud na Uralie (1903)
- O metodzie oddzielania potasu i sodu w postaci chloroplatynianów (1907)
- O lublinicie (1907)
- Wyodrębnianie ziem rzadkich z marjupolitu (1909)
- Z mineralogii i petrografii Tatr (1909)
- O haczetynie (1909)
- Granit tatrzański (1914)
- Über Tatragranite (1914)
- O lubeckicie (1919)
- O pokładach fosforonośnych Podola (1922)
- O miedziankicie (1923)
- O grondolicie (1924)
- O bardolicie (1924)
- Komandory (1925)
- Le Mariupolite et ses parents (1929)
- Marjupolite (1930)

## Ordery i odznaczenia
- Krzyż Komandorski Orderu Odrodzenia Polski (27 grudnia 1924)[5]
- Złoty Krzyż Zasługi (11 listopada 1936)[6]

## Upamiętnienie
8 kwietnia 2019 w budynku głównym AGH w Krakowie odsłonięto tablicę pamiątkową poświęconą prof. Józefowi Morozewiczowi.